# Медицина в Швеции
В истории шведской медицины наиболее известными фигурами являются Улоф Рудбек (1630—1702), И. Сандстрэм (1802—1889), открывший glandula parathyreoidea, и А. Рециус (1796—1860), стяжавший европейскую известность своими трудами и открытиями в микроскопической анатомии.

## Вклад в медицину
В истории физиологии значительный вклад оставили труды Ф. Гольмгрэна, в области медицинской химии — знаменитого Берцелиуса, И. Шёквиста и С. Гедина (двое последних приглашены заведовать отделениями Дженнеровского института в Лондоне). Фармакология, разрабатывавшаяся прежде в связи с естественными науками, особенно с ботаникой, такими силами, как И. Иэрн, К. Линней, А. Рециус, Й. Валенберг, с 1890 года направилась экспериментальным путём, благодаря работам К. Сантесеона и М. Эльфстранда. Патология имеет видных представителей в лице Израиля Хвассера, А. Рециуса и М. Гусса. По гигиене серьёзные труды оставил А. Кей. Выдающимися специалистами по судебной и государственной медицине были А. Вистранд, А. Кей-Оберг и А. Иэдергольм. Основателем шведской терапевтики является П. Гофвениус; основателем шведской педиатрии — Н. Розен фон Розенстейн. Знаменитого К. Линнея можно назвать первым шведским бактериологом, так как он в своём учении об «Exanthemata viva» высказал мнение о том, что заразные болезни, такие как чума, проказа, чахотка и т. п., порождаются в человеческом организме микроскопическими организмами, которые когда-нибудь будут открыты. По архиатрии заявили себя врачи П. Афцелиус и Е. Мунк де Розеншёльд. М. Гусс достиг известности своими исследованиями алкоголизма, воспаления лёгких, тифа и проч. П. Мальмстрем открыл несколько болезнетворных паразитов. Р. Брузелиус известен своими трудами в области ларингопатологии; Т. Стенбек — открытием седиментатора. Известные хирурги: К. Экстрэмер, К. Местертон и К. Аск.

## История шведской медицины
История медицины в Швеции охватывает множество веков и отражает развитие как медицинской науки, так и системы здравоохранения в контексте европейской истории. Она может быть разделена на несколько ключевых этапов.
Средневековье (до XVI века).
Наиболее распространёнными заболеваниями были чума, проказа и инфекционные болезни. Для ухода за больными проказой создавались лепрозории.
Знания в области медицины распространялись через монастырские школы.
Медицинская практика в целом находилась под контролем католической церкви. 

Ранний новый период (XVI–XVII века).
Реформация и медицинские реформы.
Реформация в Швеции в XVI веке (при короле Густаве I Ваза) существенно ограничило влияние церкви, что повлияло и на здравоохранение.
Началось активное развитие светской медицины.
Создавались первые больницы, и иные медицинские учреждения.
В 1663 году был принят первый официальный указ, регулирующий деятельность врачей.
Врачам требовалось получение лицензии, а для этого — образование за границей (например, в университетах Германии или Франции ).
XVIII век. Появление организованного здравоохранения.
В 1668 году была основана Коллегия медицины (в настоящее время — Национальный совет здравоохранения и социального обеспечения). Она стала регулировать медицинскую практику в стране.
Появились первые шведские врачи-натуралисты, такие как Карл Линней, который внёс вклад в медицинскую ботанику.
Большое внимание стало уделяться профилактике инфекционных заболеваний.
XIX век. Промышленная революция и здравоохранение.
Стали распространяться антисептики и наркоз.
В 1815 году был основан Каролинский институт, который стал ведущим медицинским учебным и научным центром Швеции.
Законодательство.
```
В 1864 году был принят первый закон о здравоохранении, который ввёл обязательную вакцинацию от оспы.
```

XX век. Создание современной системы здравоохранения.
В первой половине XX века в Швеции начала формироваться система социального обеспечения.
В 1928 году была введена обязательная государственная медицинская страховка.
Создавались бесплатные поликлиники и больницы для граждан.
Научные достижения.
```
В Каролинском институте проводились исследования в области инфекционных заболеваний, что привело к значительным успехам в лечении туберкулёза и полиомиелита.
```

```
Швеция стала одной из первых стран, внедривших массовую программу вакцинации.
```

Современность (с XX века до настоящего времени).
К середине XX века Швеция сформировала одну из самых передовых систем здравоохранения в мире, основанную на принципах равенства и доступности.
Государство взяло на себя финансирование большинства медицинских услуг.
Была внедрена электронная система учёта пациентов.
Научные исследования.
```
Каролинский институт стал всемирно известным центром медицинской науки, где проводятся работы в области онкологии, нейробиологии и генетики.
```